# Léninskoye Vozrozhdéniye
Léninskoye Vozrozhdéniye (en ruso: Ленинское Возрождение) es un jútor del raión de Tijoretsk del krai de Krasnodar, en Rusia. Está situado en la cabecera de un arroyo que vierte sus aguas en el río Sujónkaya, afluente por la derecha del Tijonkaya, tributario del río Chelbas, 13 km al noroeste de Tijoretsk y 136 km al nordeste de Krasnodar, la capital del krai. Tenía 490 habitantes en 2010
Pertenece al municipio Brátskoye.